# Колубарски управни округ
Колубарски управни округ се простире у средњем делу западне Србије. Обухвата град и општине: 
1. Град Ваљево градско насеље Ваљево
2. Општина Осечина градско насеље Осечина
3. Општина Уб градско насеље Уб
4. Општина Лајковац градско насеље Лајковац
5. Општина Мионица градско насеље Мионица
6. Општина Љиг градско насеље Љиг

Према подацима са последњег пописа 2022. године у округу је живело 154.497 становника
Седиште округа је град Ваљево који се налази на реци Колубари.
Неке од културно-историјских знаменитости и споменика културе овог краја су: 
- Бранковина
- Муселимов конак као типичан пример турске архитектуре, сазидан у XVIII веку,
- Кула Ненадовића, коју је 1813. године подигао војвода Јаков,
- Саборна црква, из 1838. године и представља редак пример монументалне класицистичке грађевине у Србији.
- Манастир у Докмиру, који потиче из 14. века,
- Манастири Лелић и Ћелије у селу Лелић, родном месту Владике Николаја Велимировића

Позната туристичка места у округу су планина Дивчибаре и Бања Врујци.

## Етничке групе
| Националност | Популација (попис из 2011. године) |
| ------------ | ---------------------------------- |
| Срби         | 166.325                            |
| Роми         | 4.045                              |
| Црногорци    | 215                                |
| Југословени  | 161                                |
| Македонци    | 133                                |
| Хрвати       | 120                                |
| Остали       | 3.514                              |
| Укупно       | 174.513                            |